# Vertical Race
Une Vertical Race est une épreuve particulière de ski-alpinisme consistant à gravir le plus rapidement une montée d'environ 1 000 mètres de dénivelé positif.
Les Vertical Races pour les femmes et les hommes font partie de toutes les compétitions internationales de ski-alpinisme de l'International Council for Ski Mountaineering Competitions (ISMC ou Conseil international pour la compétition de ski alpinisme), ainsi qu'à de nombreuses compétitions nationales. Dans le cas où l'Union internationale des associations d'alpinisme (UIAA) réussirait à rendre le ski-alpinisme comme discipline olympique des jeux d'hiver de 2018, la Vertical Race pourrait alors devenir elle aussi une discipline olympique.

## Championnats
La première édition des Championnats du monde de ski-alpinisme a eu lieu en 2004 et se déroule tous les 2 ans en alternance avec les Championnats d'Europe de ski-alpinisme jusqu'en 2010 ou l'épreuve devient annuelle.

### Championnats du monde

#### Hommes
| Édition | Or                    | Argent              | Bronze             |
| ------- | --------------------- | ------------------- | ------------------ |
| 2004    | Patrick Blanc         | Florent Perrier     | Sébastien Epiney   |
| 2006    | Patrick Blanc         | Tony Sbalbi         | Florent Perrier    |
| 2008    | Florent Perrier       | Dennis Brunod       | Grégory Gachet     |
| 2010    | Kílian Jornet Burgada | Dennis Brunod       | Florent Perrier    |
| 2011    | Kílian Jornet Burgada | William Bon Mardion | Yannick Buffet     |
| 2013    | Kílian Jornet Burgada | Martin Anthamatten  | Damiano Lenzi      |
| 2015    | Kílian Jornet Burgada | Anton Palzer        | Lorenzo Holzknecht |
| 2017    | Kílian Jornet Burgada | Damiano Lenzi       | Werner Marti       |
| 2019    | Werner Marti          | Robert Antonioli    | Rémi Bonnet        |

#### Femmes
| Édition | Or                        | Argent                      | Bronze                 |
| ------- | ------------------------- | --------------------------- | ---------------------- |
| 2004    | Cristina Favre-Moretti    | Isabella Crettenand-Moretti | Gloriana Pellissier    |
| 2006    | Natascia Leonardi Cortesi | Roberta Pedranzini          | Catherine Mabillard    |
| 2008    | Roberta Pedranzini        | Francesca Martinelli        | Nathalie Etzensperger  |
| 2010    | Roberta Pedranzini        | Laëtitia Roux               | Francesca Martinelli   |
| 2011    | Mireia Miró Varela        | Laëtitia Roux               | Nathalie Etzensperger  |
| 2013    | Laëtitia Roux             | Mireia Miró Varela          | Emelie Forsberg        |
| 2015    | Laura Orgué               | Laëtitia Roux               | Victoria Kreuzer       |
| 2017    | Andrea Mayr               | Emelie Forsberg             | Axelle Gachet-Mollaret |
| 2019    | Andrea Mayr               | Axelle Gachet-Mollaret      | Victoria Kreuzer       |

### Championnats d'Europe

#### Hommes
| Édition | Or                    | Argent             | Bronze                  |
| ------- | --------------------- | ------------------ | ----------------------- |
| 2005    | Agustí Roc Amador     | Florent Perrier    | Mirco Mezzanotte        |
| 2007    | Florent Perrier       | Agustí Roc Amador  | Manuel Pérez Brunicardi |
| 2009    | Kílian Jornet Burgada | Tony Sbalbi        | Yannick Buffet          |
| 2012    | Kílian Jornet Burgada | Yannick Buffet     | Martin Anthamatten      |
| 2014    | Robert Antonioli      | Manfred Reichegger | Damiano Lenzi           |
| 2018    | Kílian Jornet Burgada | Davide Magnini     | Antonio Alcalde Sanchez |

#### Femmes
| Édition | Or                     | Argent              | Bronze                  |
| ------- | ---------------------- | ------------------- | ----------------------- |
| 2005    | Cristina Favre-Moretti | Gloriana Pellissier | Barbara Gruber          |
| 2007    | Laëtitia Roux          | Roberta Pedranzini  | Gloriana Pellissier     |
| 2009    | Roberta Pedranzini     | Mireia Miró Varela  | Francesca Martinelli    |
| 2012    | Laëtitia Roux          | Mireia Miró Varela  | Gemma Arró Ribot        |
| 2014    | Laëtitia Roux          | Maude Mathys        | Claudia Galicia Cotrina |
| 2018    | Axelle Gachet-Mollaret | Victoria Kreuzer    | Alba De Silvestro       |